# Preem
Preem is een Zweedse oliemaatschappij in eigendom van de Saoedi-Arabische  Mohammed Hussein Al-Amoudi. Het bedrijf heeft 530 tankstations in Zweden. Het heeft ook twee olieraffinaderijen in handen, in Göteborg en Lysekil. De twee raffinaderijen raffineren gemiddeld samen jaarlijks 150 miljoen ton ruwe olie. In 2004 was de omzet van Preem 40,2 miljard Zweedse kronen.
Preem heeft drie soorten tankstations:
- Bemande tankstations.
- Onbemande tankstations met een iets lagere prijs, maar zonder services zoals water en lucht.
- Bootstations, voor boten.